# Beachhandball-Asienmeisterschaften 2004
Die Beachhandball-Asienmeisterschaften 2004 waren die erste Austragungen der kontinentalen Meisterschaften Asiens im Beachhandball. Das Turnier für die Frauen wurde in Tamura, Japan, das der Männer in Maskat, Oman, ausgetragen und im Falle des Männer-Turniers von der Oman Handball Association im Auftrag der Asian Handball Association organisiert.
Die Turniere waren die ersten internationalen Meisterschaften, die in Asien ausgetragen wurde und war damit nach den Panamerika-Meisterschaften (1998), den Europameisterschaften (2000) sowie den World Games (2001) erst die dritte Turnierserie, die weltweit eingeführt wurde. Sie ging den Weltmeisterschaften Weltmeisterschaften im November des Jahres in Ägypten voraus, für die auch die Teilnehmer bei den kontinentalen Meisterschaften ermittelt wurden. Die jeweils beiden ersten Mannschaften qualifizierten sich für die Welt-Titelkämpfe, somit waren die beiden teilnehmenden Mannschaften im Frauenturnier automatisch qualifiziert.
Mit insgesamt sechs teilnehmenden Mannschaften in beiden Turnieren war es die schwächste Teilnahme bei Asienmeisterschaften überhaupt, abgesehen von den Titelkämpfen 2007 und 2011, als jeweils nur ein Männerturnier veranstaltet wurde. Die Frauen führten erst 2013 wieder ein Turnier, ab dann parallel zu den Männern, durch.
| Frauen Details | Tamura Japan | Japan | 2:0            | Hongkong | nur zwei Teilnehmer | nur zwei Teilnehmer | nur zwei Teilnehmer |
| Männer Details | Maskat, Oman | Oman  | keine Playoffs | Bahrain  | Pakistan            | keine Playoffs      | Iran                |

## Platzierungen
| Nation         | Frauen | Männer |
| -------------- | ------ | ------ |
| Bahrain        | 0–     | 02     |
| Hongkong       | 02     | 0–     |
| Iran           | 0–     | 04     |
| Japan          | 01     | 0–     |
| Oman           | 0–     | 01     |
| Pakistan       | 0–     | 03     |
| Teilnehmerzahl | 2      | 4      |

| Legende | Legende | Legende | Legende                                          |
| ------- | ------- | ------- | ------------------------------------------------ |
| 1       | 2       | 3       | Podest-Platzierungen                             |
| 4       | 4       | 4       | Halbfinalisten, wenn mit Halbfinalen ausgespielt |